# Николаус Опел
Николаус Михаел Опел (на немски: Nicolaus Michael Oppel) е германски зоолог. Като студент и асистент на Андре Мари Констан Дюмерил той работи върху класификацията на влечугите в Националния музей за естествена история в Париж. През 1811 публикува книгата „Die Ordnungen, Familien und Gattungen der Reptilien als Prodrom einer Naturgeschichte derselben“, в която описва разред Squamata, семействата Cheloniidae и Colubridae, както и няколко рода, които се използват и от съвременните таксономии.